# Brania atokalis
Brania atokalis är en ringmaskart som först beskrevs av Voldemar Czerniavsky 1881.  Brania atokalis ingår i släktet Brania och familjen Syllidae. Inga underarter finns listade i Catalogue of Life.